# VIII Liceum Ogólnokształcące im. Marii Skłodowskiej-Curie w Katowicach
VIII Liceum Ogólnokształcące im. Marii Skłodowskiej-Curie z Oddziałami Dwujęzycznymi w Katowicach – publiczne liceum ogólnokształcące w Katowicach, z siedzibą przy ulicy 3 Maja 42, na terenie dzielnicy Śródmieście. 
Jego początki sięgają lat 60. XIX wieku jako szkoła żeńska, natomiast jako polska placówka zostało powołane w 1922 roku. Od 1901 roku ma swoją siedzibę w neorenesansowym gmachu na rogu ulic 3 Maja i J. Słowackiego. Specjalizuje się w nauczaniu przedmiotów ścisłych, a także ma oddziały dwujęzyczne z językiem niemieckim. 
Szkoła potocznie określana jest jako pik – transkrypcji fonetycznej niemieckiego nazwiska Wilhelma Piecka, patrona szkoły w latach 1954–1990. 

## Historia

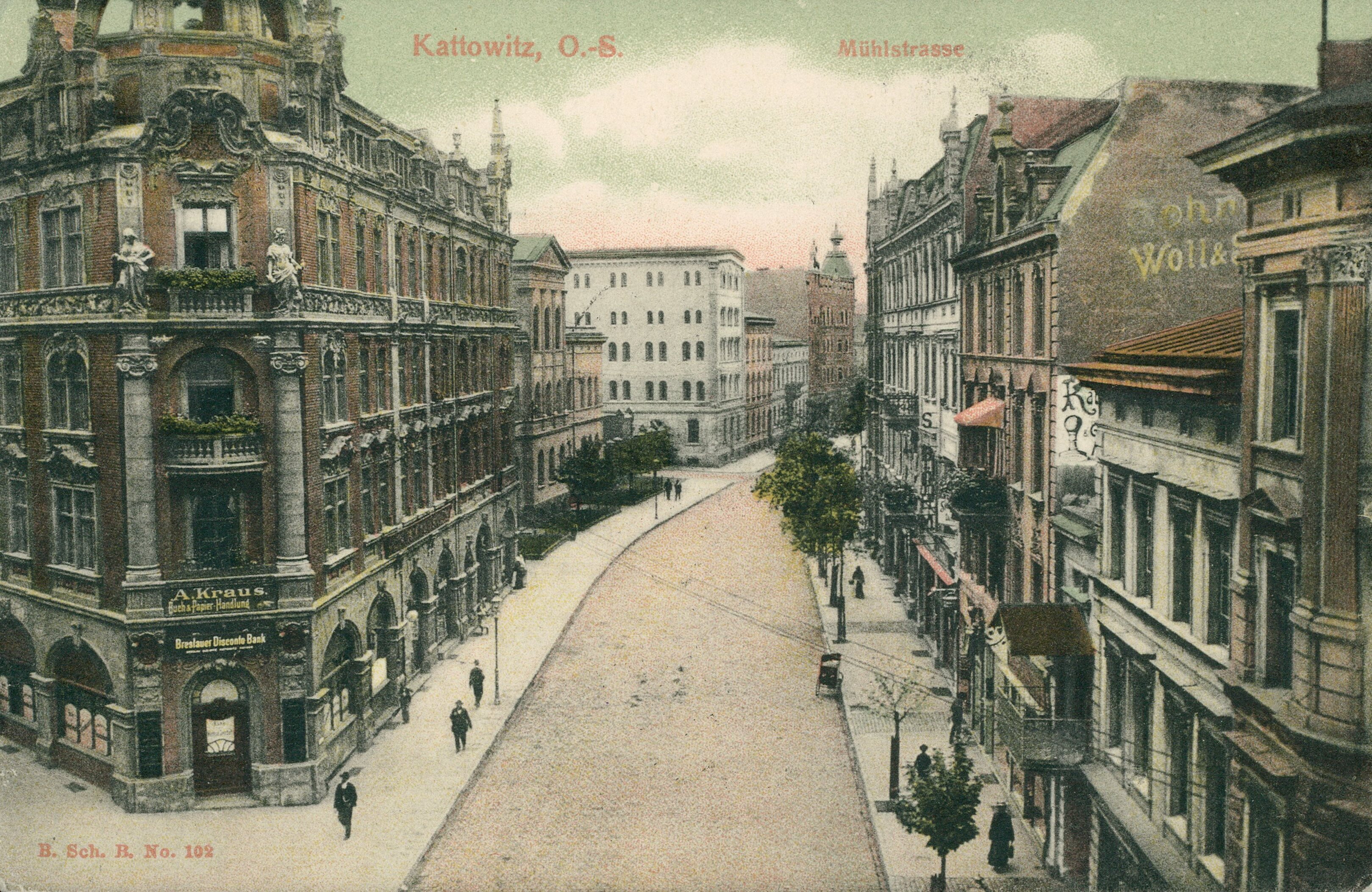
Fragment obecnej ulicy Młyńskiej w Katowicach w 1906 roku; po lewej stronie, za kamienicą pod nr. 2, widoczna jest siedziba szkoły żeńskiej od lat 80. XIX wieku; w późniejszym okresie w jej miejsce został wzniesiony budynek Urzędu Miasta Katowice

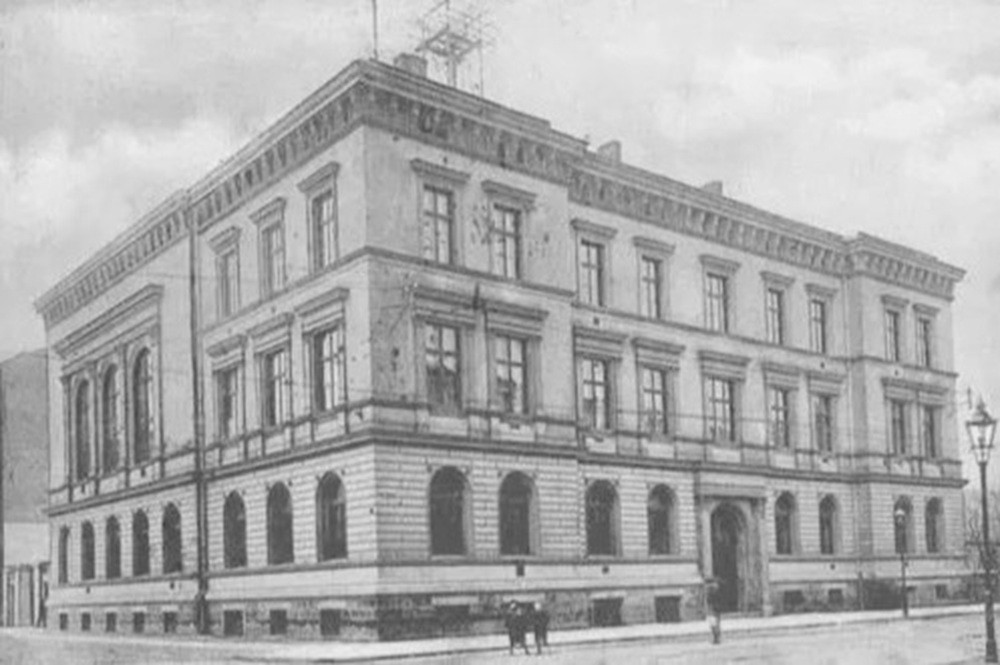
Gmach katowickiej szkoły żeńskiej na widokówce sprzed 1905 roku

Historia VIII Liceum Ogólnokształcącego im. Marii Skłodowskiej-Curie w Katowicach związana jest ze szkołą żeńską i sięga 1864 roku, co potwierdzają informacje z zachowanych publikacji z biblioteki bł. ks. Emila Szramka oraz pieczątka w zachowanej książce z biblioteki szkolnej. W tymże roku została powołana prywatna Wyższa Szkoła Żeńska (niem. Höhere Mädchenschule), której pierwszą kierowniczką była jej założycielka Meissner (bądź w 1872 roku – niem. Höhere Töchterschule, licząca 6 klas). 
W 1875 roku magistrat miasta Katowice przejął szkołę – uczęszczało do niej wówczas ok. 160 dziewcząt. Prawnie podlegała ona Wydziałowi ds. Wyznań i Szkolnictwa rejencji opolskiej. W latach 80. XIX wieku szkołę ulokowano w gmachu przy późniejszej ulicy Młyńskiej w Katowicach, wzniesionym około 1870 roku (w jego miejsce w latach 30. XX wieku wzniesiono budynek magistratu). W tym czasie nauka w szkole trwała 10 lat – kształcono w niej dziewczęta w wieku od 6 do 16 lat, a celem szkoły było ich przygotowanie do prowadzenia gospodarstwa domowego oraz do prac technicznych i ręcznych w oparciu o szeroko pojęta wiedzę ogólną.
Od 1876 roku szkoła żeńska działała wspólnie z prywatnym seminarium, które w 1899 roku zostało przejęte przez miasto i połączone ze szkołą żeńską. Placówkę tę określano od tej pory jako Seminarium dla Nauczycielek (niem. Lehrerinnen-Seminar). W 1900 roku współpracę z seminarium podjęła żeńska szkoła średnia w Katowicach (niem. Mädchem-Mittelschule), założona 19 kwietnia tego samego roku.
W 1901 roku szkołę przeniesiono do budynku przy obecnej ulicy 3 Maja w Katowicach i przekształcono w liceum. Ulokowano ją w gmachu z lat 70. XIX wieku, który pierwotnie był siedzibą Gimnazjum Miejskiego w Katowicach – późniejszego III Liceum Ogólnokształcącego im. Adama Mickiewicza w Katowicach.
31 grudnia 1909 roku placówkę przekształcono w Wyższą Szkołę dla Młodzieży Żeńskiej (niem. Höhere Anstalt für weibliche Jugend), kształcąc od tej pory w systemie dziesięcioklasowym. W 1911 roku szkołę zreformowano w liceum i liceum wyższe (niem. Lyzeum i Oberlyzeum). Umożliwiono w niej ukończenie zakładu studyjnego (niem. Studienansalt) i zapoczątkowano kształcenie z zakresie programu wyższej szkoły realnej (niem. Oberrealschule).
Po przyłączeniu części Górnego Śląska wraz z Katowicami do Polski, w 1922 roku zreorganizowano liceum i wyższe liceum żeńskie, które przekształcono w ośmioletnie Miejskie Gimnazjum Żeńskie. Jego pierwszym kierownikiem został Józef Wolff. O powołanie polskiego liceum żeńskiego grono rodziców zwróciło się z petycją do katowickiego magistratu we wrześniu 1922 roku. Otrzymali oni odpowiedź odmowną, ale w listopadzie tego samego roku pod naciskiem Wydziału Oświecenia Publicznego i dzięki staraniom wizytatora Władysława Mieniaka rozpoczęto organizację polskiego liceum żeńskiego. Otrzymało ono pomieszczenia w starszej części budynku przy ulicy 3 Maja, z osobnym wejściem. 13 maja 1932 roku szkoła otrzymała sztandar i nadano jej imię Marii Skłodowskiej-Curie. W 1936 roku szkołę niemiecką zlikwidowano, a uczniowie pragnący kontynuować naukę musieli korzystać ze szkoły niemieckiej w Chorzowie.
W latach międzywojennych prowadzono w szkole wiele działań eksperymentalnych, m.in. wypracowano wzorzec matury korelacyjnej. Działało w niej m.in. Ognisko Metodyczne Języka Polskiego, zorganizowane przez nauczycielkę Mieczysławę Miterę-Dobrowolską. 
Od 1928 roku funkcjonowała przy szkole świetlica środowiskowa dla dzieci z rodzin bezrobotnych, w której pracowały uczennice gimnazjum w ramach wolontariatu. Działał także zespół teatralny – w 1934 roku wystawił Antygonę na deskach Teatru Polskiego w Katowicach (późniejszy Teatr Śląski im. Stanisława Wyspiańskiego w Katowicach).

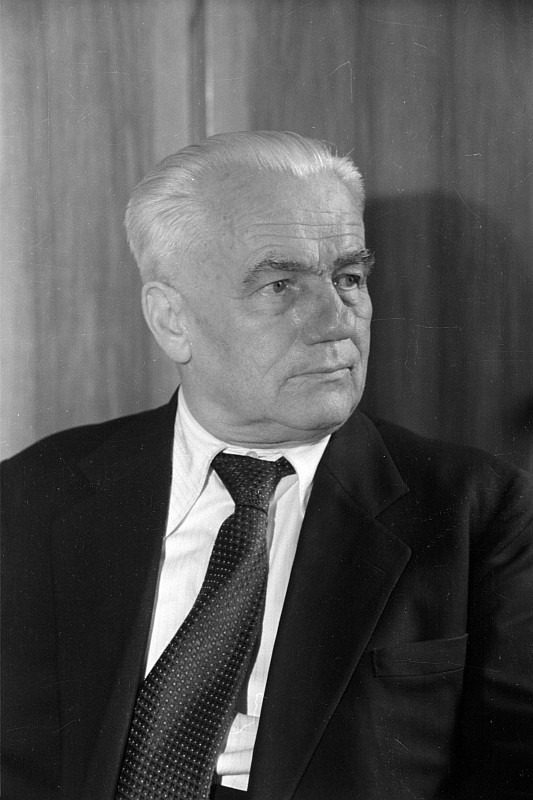
Wilhelm Pieck – patron VIII Liceum Ogólnokształcącego w Katowicach w latach 1954–1990

Podczas II wojny światowej w katowickich szkołach uczono wyłącznie po niemiecku. W tym czasie przy obecnej ulicy 3 Maja 42 działała wyższa szkoła realna dla młodzieży żeńskiej. W 1940 roku kształciło się w niej 360 uczennic w 21 oddziałach, a zatrudnionych było 11 nauczycieli. W 1944 roku liczba uczennic wzrosła do 584.
Zajęcia w szkole wznowiono 17 lutego 1945 roku według przedwojennego programu nauczania. W latach 1947–1948 w Polsce wprowadzono reformę nauczania, która doprowadziła m.in. do likwidacji katowickiego gimnazjum żeńskiego. W 1948 roku Miejskie Gimnazjum i Liceum Żeńskie w Katowicach podzielono na trzy części. Część dziewcząt przeniesiono do Szkoły Podstawowej i Liceum Ogólnokształcącego nr 3 z siedzibą przy ulicy A. Mickiewicza w Katowicach, która stała się placówką koedukacyjną, drugą część przeniesiono do gmachu przy ulicy B. Głowackiego, gdzie powołano obecne II Liceum Ogólnokształcące im. M. Konopnickiej w Katowicach, a dla pozostałych uczennic przy ulicy 3 Maja utworzono Szkołę Ogólnokształcącą Stopnia Podstawowego i Licealnego Towarzystwa Przyjaciół Dzieci Nr 2, której dyrektorem został Stefan Władyniak.
Szkoła stała się placówką koedukacyjną. Do szkoły początkowo uczęszczało 336 uczniów w 9 oddziałach klas podstawowych i 404 uczniów w 12 oddziałach klas licealnych. W 1954 roku szkoła otrzymała patrona – był nim działacz komunistyczny i prezydent NRD Wilhelm Pieck, a tym samym czasie Polytechnische Oberschule w Halle nadano imię Bolesława Bieruta. Obie szkoły w kolejnych latach ze sobą współpracowały, a dzięki nadaniu szkole Wilhelma Piecka za patrona wprowadzono w katowickiej placówce naukę języka niemieckiego. 
Szkoła w 1955 roku stała się samodzielnym Liceum Ogólnokształcącym im. Wilhelma Piecka, a w 1965 roku nadano jej numer „VIII”. 1968 roku utworzono w szkole pierwszą na Górnym Śląsku klasę z rozszerzonym programem nauczania matematyki.
30 kwietnia 1990 roku zniesiono dotychczasowego patrona, a na mocy uchwały Rady Miejskiej Katowic z 12 grudnia 1994 roku liceum nadano imię Marii Skłodowskiej-Curie. W 2010 roku ustanowiono i po raz pierwszy przyznano Nagrodę im. Teodora Paliczki, rozdawana jest ona uczniom wykazującym się wyjątkowymi osiągnięciami w dziedzinie matematyki. 1 września 2012 roku liceum przemianowano na VIII Liceum Ogólnokształcące z Oddziałami Dwujęzycznymi im. Marii Skłodowskiej-Curie w Katowicach. 17 czerwca 2024 roku odsłonięto figurkę beboczki o imieniu Ludolfina, którą postawiono przed wejściem do liceum.

## Dyrektorzy
Uwaga – lista jest niepełna.
- Meissner (1864–?)[5]
- Mensch (?–1875)[5]
- Zollner (tymczasowo; 1875–?)[5]
- Schaumann (?–1884)[5]
- A. Seedorf (1884–1889)[5]
- D. Breuer (1889–1893)[5]
- Fischer (1893–1894)[5]
- Beckherrn (1894–1899)[5]
- Justus Baltzer(inne języki) (1899–1902)[5]
- Johannes Bünger (1902–1922)[6][5]
- Józef Wolff (1922)[6][13]
- Jan Pampuch (1922–1924)[6][14][13]
- Irena Wojciechowska (1924–1948)[6][14]
- Stefan Władyniak (1948–1953)[26]
- Maria Dyska (1953–1955)[26]
- Maria Perła (1955–1956)[26]
- Henryk Szczyrba (1956–1978)[26]
- Teresa Zając (1991–2007)[27]

## Budynek

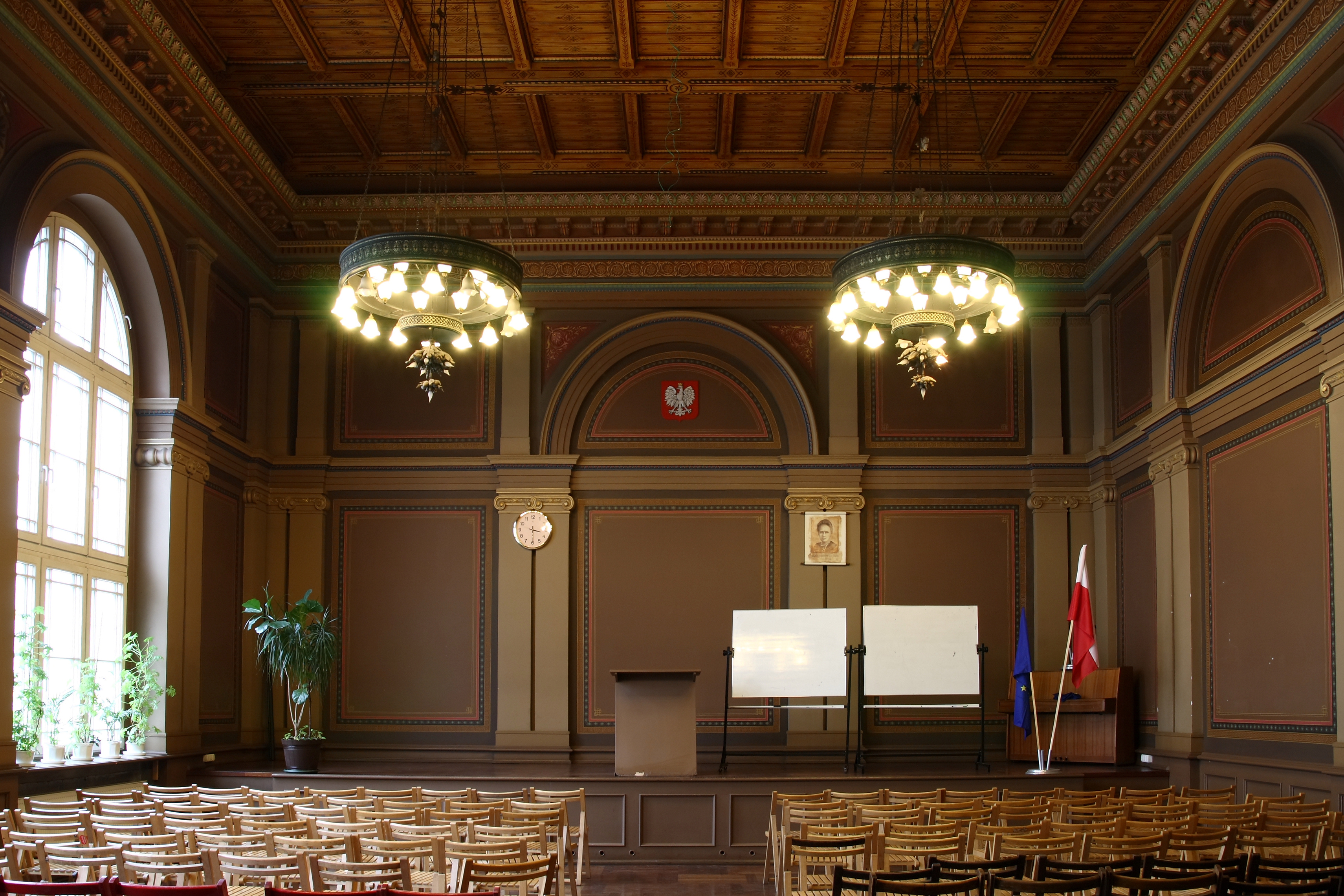
Aula wewnątrz gmachu VIII Liceum Ogólnokształcącego w Katowicach

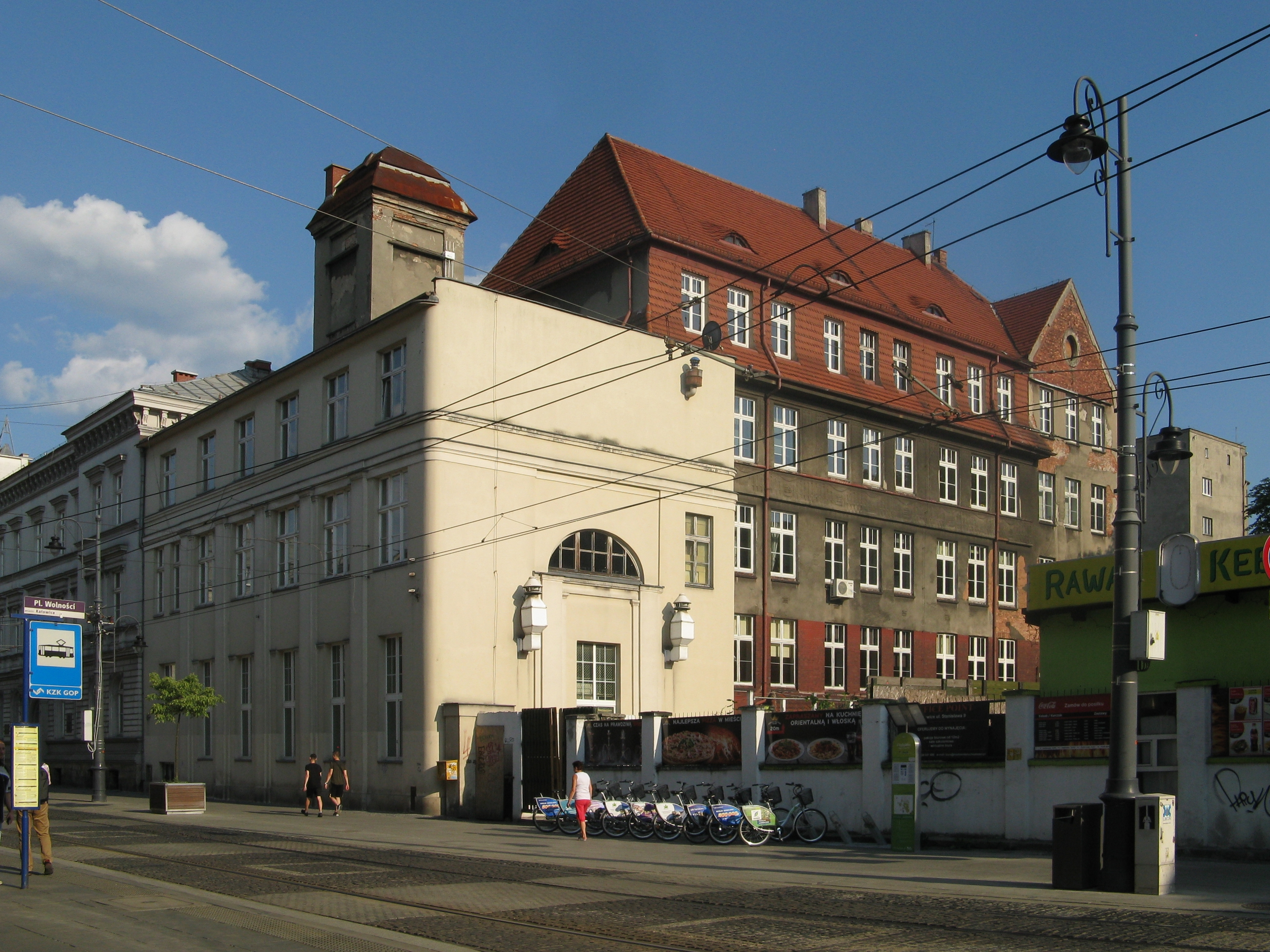
Siedziba szkoły widziana od strony północno-zachodniej; widok na nowszą nowszą część budynku (2018)

Siedziba VIII Liceum Ogólnokształcącego im. Marii Skłodowskiej-Curie z Oddziałami Dwujęzycznymi w Katowicach mieści się przy ulicy 3 Maja 42 (róg z ulicą J. Słowackiego 35) w Katowicach, na terenie dzielnicy Śródmieście.
Gmach wzniesiono w latach 1872–1873. Jest to obiekt murowany z cegły i tynkowany, wzniesiony na rzucie kilkuskrzydłowym (z modernistycznym skrzydłem zachodnim), zwieńczony dachem czterospadowym, z wieżyczką. Elewacje najstarszej części budynku mają artykulację pilastrowo-gzymsową, zdobione obramienia okienne, a w zachodniej, nowszej części kompleksu, dekoracją tynkową o motywach modernistycznych.
Gmach ma m.in. aulę, salę gimnastyczną, sale lekcyjne czy gabinet lekarski. Aulę zdobi drewniany sufit i gzymsy.

## Charakterystyka
VIII Liceum Ogólnokształcące im. Marii Skłodowskiej-Curie z Oddziałami Dwujęzycznymi w Katowicach to szkoła publiczna, którego organem prowadzącym jest miasto Katowice, a organem sprawującym nadzór Śląski Kurator Oświaty w Katowicach. Organami szkoły są: Dyrektor Szkoły, Rada Pedagogiczna, Rada Rodziców i Samorząd Uczniowski. Dyrektorem szkoły według stanu na 2025 rok jest mgr Maria Dłotko, a wicedyrektorem mgr Anna Kafel.
Szkoła specjalizuje się w nauczaniu przedmiotów ścisłych. Ma zaawansowany program nauczania matematyki i charakteryzuje się silną pozycją w naukach ścisłych, m.in. dzięki działalności dyrektora szkoły Teodora Paliczki, twórcy katowickich matematycznych klas uniwersyteckich, pracującym w liceum do 2009 roku czy Waldemara Zillingera. Prowadzone są oddziały z rozszerzonym nauczaniem matematyki, fizyki, informatyki czy języka niemieckiego, gdzie abiturienci mają możliwość zdawania egzaminu państwowego z języka niemieckiego na poziomie DSD II.
Prowadzone jest Młodzieżowe Koło Wolontariuszy, a także organizowane są akcje charytatywne, ekologiczne czy edukacja patriotyczna, m.in. poprzez współpracę ze Związkiem Sybiraków. Organizuje się cykliczne wydarzenia propagujące kulturę europejską, współpracując m.in. z Uniwersytetem Technicznym w Chemnitz. Szkoła ponadto prowadzi ścisłą współpracę m.in. Uniwersytetem Śląskim w Katowicach i Polskim Towarzystwem Matematycznym.
Dzięki wcześniejszemu patronowi, Wilhelmowi Pieckowi, szkoła znana jest również jako pik – transkrypcji fonetycznej niemieckiego nazwiska Pieck.
W ogólnopolskim Rankingu Szkół Ponadgimnazjalnych 2016 czasopisma Perspektywy VIII Liceum Ogólnokształcące Marii Skłodowskiej-Curie w Katowicach zajęło 115. pozycję.

## Znani pracownicy
- Jacob Cohn – nauczyciel, rabin Katowic[36]
- Jerzy Kahané – nauczyciel religii ewangelickiej, duchowny[37]
- Janina Klatt – nauczycielka, ofiara KL Auschwitz[37]
- Mieczysława Mitera-Dobrowolska – nauczycielka języka polskiego, nauczycielka akademicka[14]
- Teodor Paliczka – nauczyciel matematyki, wieloletni dyrektor szkoły[36]
- Jerzy Stroba – nauczyciel, duchowny rzymskokatolicki, arcybiskup metropolita poznański[38][36]
- Sergiusz Toll – nauczyciel, lepidopterolog[38][36]
- Waldemar Zillinger – nauczyciel fizyki[38]

## Znani absolwenci
- Krzysztof Apt – matematyk i informatyk
- Barbara Chyrowicz – werbistka, filozofka, etyczka i bioetyczka
- Andrzej Dopierała – aktor[31]
- Piotr Fuglewicz – informatyk, pisarz i działacz społeczny
- Tadeusz Szymon Gaździk – lekarz ortopeda
- Kurt Goldstein – neurolog i psychiatra
- Anna Guzik – aktorka[39]
- Irena Hejducka – lekkoatletka
- Joanna Horodyńska – modelka i stylistka telewizyjna
- Jerzy Illg –  wydawca, publicysta i krytyk literacki[40]
- Bożydar Iwanow – dziennikarz i komentator sportowy
- Marek Kopel – polityk, prezydent Chorzowa[31]
- Agnieszka Krukówna – aktorka
- Feliks Netz – polski poeta, prozaik, dramaturg[41]
- Sławomir Skrzypek – inżynier i ekonomista, prezes NBP[42]
- Wojciech Wojakowski – kardiolog[34]
- Wojciech Zieliński – chemik, rektor Politechniki Śląskiej[31]